# Initiative populaire « Éligibilité des fonctionnaires fédéraux au Conseil national »
L'initiative populaire « Eligibilité des fonctionnaires fédéraux au Conseil national », est une initiative populaire suisse, rejetée par le peuple et les cantons le 11 juin 1922.

## Contenu
L'initiative propose de transformer l'article 77 de la Constitution fédérale qui indique simplement que « le mandat de conseiller national [est] incompatible avec l'exercice d'une fonction fédérale » en limitant cette interdiction aux députés au Conseil des États, aux membres du Conseil fédéral, aux chefs des services et offices de l'administration fédérale, ainsi qu'aux membres de la direction des chemins de fer fédéraux suisses.
Le texte complet de l'initiative peut être consulté sur le site de la Chancellerie fédérale.

## Déroulement

### Contexte historique
L'article 77 de la Constitution précise, au moment du dépôt de l'initiative, que « le mandat de conseiller national [est] incompatible avec l'exercice d'une fonction fédérale ». Cette notion d'incompatibilité est inspirée du modèle anglais qui vise à assurer la séparation des pouvoirs. En Suisse, cette notion n'apparait que quelques années pendant la République helvétique puis est abandonnée à la chute de ce régime. Ce n'est que dans les années 1830 que la notion de séparation des pouvoirs revient à l'ordre du jour dans le cadre du mouvement de Régénération de la Confédération des XXII cantons. Lors de la création de l'État fédéral de 1848, la Constitution, dans son article 66, précise que « Les députés au Conseil des Etats, les membres du Conseil fédéral et les fonctionnaires nommés par ce Conseil ne peuvent être simultanément membres du Conseil national » ; cette disposition est reprise telle-quelle dans la Constitution de 1874, seul le numéro d'article étant modifié.
Lors de la préparation des élections fédérales de 1919, une motion est déposée pour limiter cette restriction à certaines classes de fonctionnaires uniquement et pour demander au Conseil fédéral de déterminer quelles devraient être ces catégories. En réponse, le Conseil fédéral propose un arrêté fédéral reprenant très exactement les termes de l'initiative populaire ; lors de son examen par les chambres fédérale, l'arrêt est rejeté au Conseil des États en 1921, provoquant le rejet complet de la proposition. Quelques mois après, un comité de la Fédération des fonctionnaires, employés et ouvriers fédéraux propose le même texte sous la forme d'une initiative populaire.

### Récolte des signatures et dépôt de l'initiative
La récolte des 50 000 signatures nécessaires a débuté le 29 janvier 1921. Le 25 juin de la même année, l'initiative a été déposée à la chancellerie fédérale qui l'a déclarée valide le 29 novembre.

### Discussions et recommandations des autorités
Le parlement recommande le rejet de cette initiative. Dans son message adressé à l'assemblée, le Conseil fédéral rappelle son projet de l'année précédente et, prenant acte de son rejet par les Chambres, s'abstient de prendre position sur le sujet.

### Votation
Soumise à la votation le 11 juin 1922, l'initiative est refusée par 15 4/2 cantons et par 61,6 % des suffrages exprimés. Le tableau ci-dessous détaille les résultats par cantons :

## Effets
Dans une étude réalisée en 2003, l'administration fédérale a relevé une vingtaine de fonctionnaires fédéraux élus au Conseil national entre 1919 et 1991 ; Si certains de ces fonctionnaires ont dû refuser leur élection (principalement après que le Conseil National ait refusé d'accorder aux employés des PTT le droit d'être élus), la plupart des élus ont préféré quitter la fonction publique pour exercer leur mandat.
En 2002, une loi sur le Parlement entre en vigueur. Elle définit, dans l'article 14 du chapitre 2, les différentes incompatibilités pour l'élection aux deux Chambres de l'Assemblée fédérales, et donc également au Conseil des États. Cette liste est largement agrandie, en particulier par l'inclusion des juges fédéraux, de toutes personnes élues par le Parlement, des représentants officiels de la Confédération et des membres du commandement de l'armée. Dans ce nouveau règlement, un traitement différent est réservé aux anciennes régies fédérales que sont La Poste Suisse et les Chemins de fer fédéraux suisses : pour ces deux entités, seuls les membres de la direction sont interdits d'exercer  une fonction au Parlement.